# Road to Bali (Selections From The Paramount Picture)
Road to Bali (Selections From The Paramount Picture) – studyjny album autorstwa Binga Crosby’ego, Boba Hope’a i Peggy Lee wydany w 1952 roku przez Decca Records, zawierający utwory wykonane w filmie Droga do Bali (ang. Road to Bali). Wszystkie piosenki napisali Jimmy Van Heusen (muzyka) oraz Johnny Burke (teksty).

## Lista utworów

### strona 1
| 1. | „The Road to Bali” (Bing Crosby i Bob Hope) | 2:31  |
|    |                                             |       |
| 2. | „To See You Is to Love You” (Bing Crosby)   | 3:11  |
|    |                                             |       |
| 3. | „Chicago Style” (Bing Crosby i Bob Hope)    | 2:49  |
|    |                                             |       |
|    |                                             | 08:31 |
|    |                                             |       |

### strona 2
| 1. | „The Merry-go-run-around” (Bing Crosby, Peggy Lee i Bob Hope) | 2:31  |
|    |                                                               |       |
| 2. | „Moonflowers” (Peggy Lee)                                     | 3:15  |
|    |                                                               |       |
| 3. | „Hoot Mon” (Bing Crosby i Bob Hope)                           | 2:35  |
|    |                                                               |       |
|    |                                                               | 08:21 |
|    |                                                               |       |

## Twórcy
Personel orkiestry do nagrań to: Bing Crosby (wokal); Red Nichols (kornet); Frank Zinzer (trąbka); Ted Vesley, Elmer Smithers (puzony); Mahlon Clark (klarnet); Dent Eckles (saksofon tenorowy); Harry Steinfeld (obój); Buddy Cole (fortepian); Perry Botkin (gitara); Larry Breen (bas smyczkowy); Nick Fatool (perkusja).